# St. Johannes der Täufer (Esterwegen)

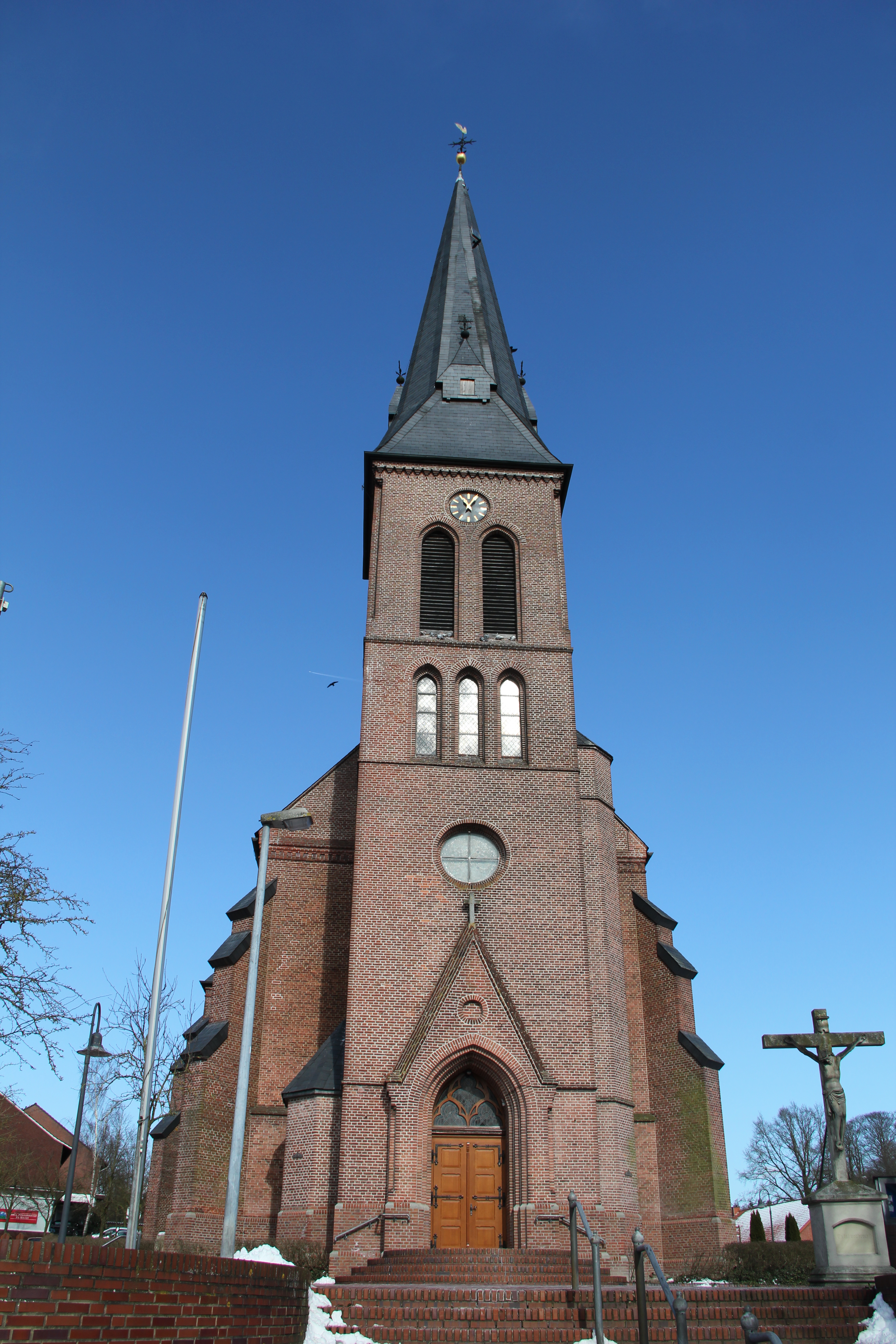
St. Johannes der Täufer

Die katholische, denkmalgeschützte Kirche St. Johannes der Täufer steht in Esterwegen, einer Gemeinde im Landkreis Emsland von Niedersachsen. Die Kirchengemeinde gehört zur Pfarreiengemeinschaft Esterwegen-Breddenberg-Bockhorst/Neuburlage-Gehlenberg-Hilkenbrook im Dekanat Emsland-Nord des Bistums Osnabrück.

## Geschichte
Von 1223 bis 1574 betreuten die Johanniter der örtlichen Kommende die Gemeinde in Esterwegen, ab 1574 gehörte Esterwegen zum Kirchspiel Lorup. In Vorbereitung auf die Abpfarrung von Lorup und die im Jahre 1900 erfolgte Errichtung der Pfarrei Esterwegen wurde 1896/1997 nach einem Entwurf des Vikars von Esterwegen die heutige Pfarrkirche gebaut.

## Beschreibung
Die neugotische Saalkirche besteht aus dem nach Süden ausgerichteten Kirchturm, dem von einem Querschiff gekreuzten  Langhaus, und dem gegen Norden zeigenden Chor mit dreiseitigem Abschluss. Die Wände haben Strebepfeiler, um die Kreuzrippengewölbe im Innenraum zu stützen. Das Portal befindet sich im Süden. In dem mit einem spitzen Helm bedeckten Kirchturm hängen drei Kirchenglocken, eine wurde 1910, die beiden anderen wurden 1949 gegossen. 
Im Chor steht der 1907 geschaffene Hochaltar. Der Tabernakel wird von zwei Engeln flankiert. In der Mitte der Kirche steht ein steinerner Volksaltar. Das Taufbecken hat seinen Platz im Bereich der Vierung, neben ihm steht die Osterkerze. Die in nazarenischer Kunst geschaffenen 14 Kreuzwegstationen schmücken die linke und rechte Wand des Langhauses. Die Orgel mit 20 Registern und über 1447 Orgelpfeifen wurde 1983 von der Rudolf von Beckerath Orgelbau gebaut.